# Thapsia garganica
Thapsia garganica är en flockblommig växtart som beskrevs av Carl von Linné. Thapsia garganica ingår i släktet Thapsia och familjen flockblommiga växter.
Arten delas upp i underarterna:
- Thapsia garganica garganica
- Thapsia garganica messanensis